# Église Saint-Jean-Baptiste de Saint-Jean-d'Angle
Pour les articles homonymes, voir Église Saint-Jean-Baptiste.
L'église Saint-Jean-Baptiste est une église catholique située à Saint-Jean-d'Angle, dans le département français de la Charente-Maritime, dans la région Nouvelle-Aquitaine.

## Localisation
L'église est située dans le département français de la Charente-Maritime, sur la commune de Saint-Jean-d'Angle.

## Historique
La construction de l’église Saint-Jean-Baptiste, à l'origine un édifice roman, commence en 1047. Aux XIIe et XIIIe siècles elle est entièrement transformée. L'église est dotée d'un chœur gothique et de deux chapelles. Après la guerre de Cent Ans, l'église reste longtemps en ruine. Au XIVe siècle, les murs ouest et sud sont renforcés par des contreforts. C'est seulement au XVe siècle que le clocher haut de 38 mètres est érigé, mais il reste inachevé, sa flèche n'ayant jamais été construite. La cloche, fondue en 1769, pèse 734 kilos. Elle se nomme Jeanne.

## Protection
L'église Saint-Jean-Baptiste est classée au titre des monuments historiques en 1992.

## Galerie de photos

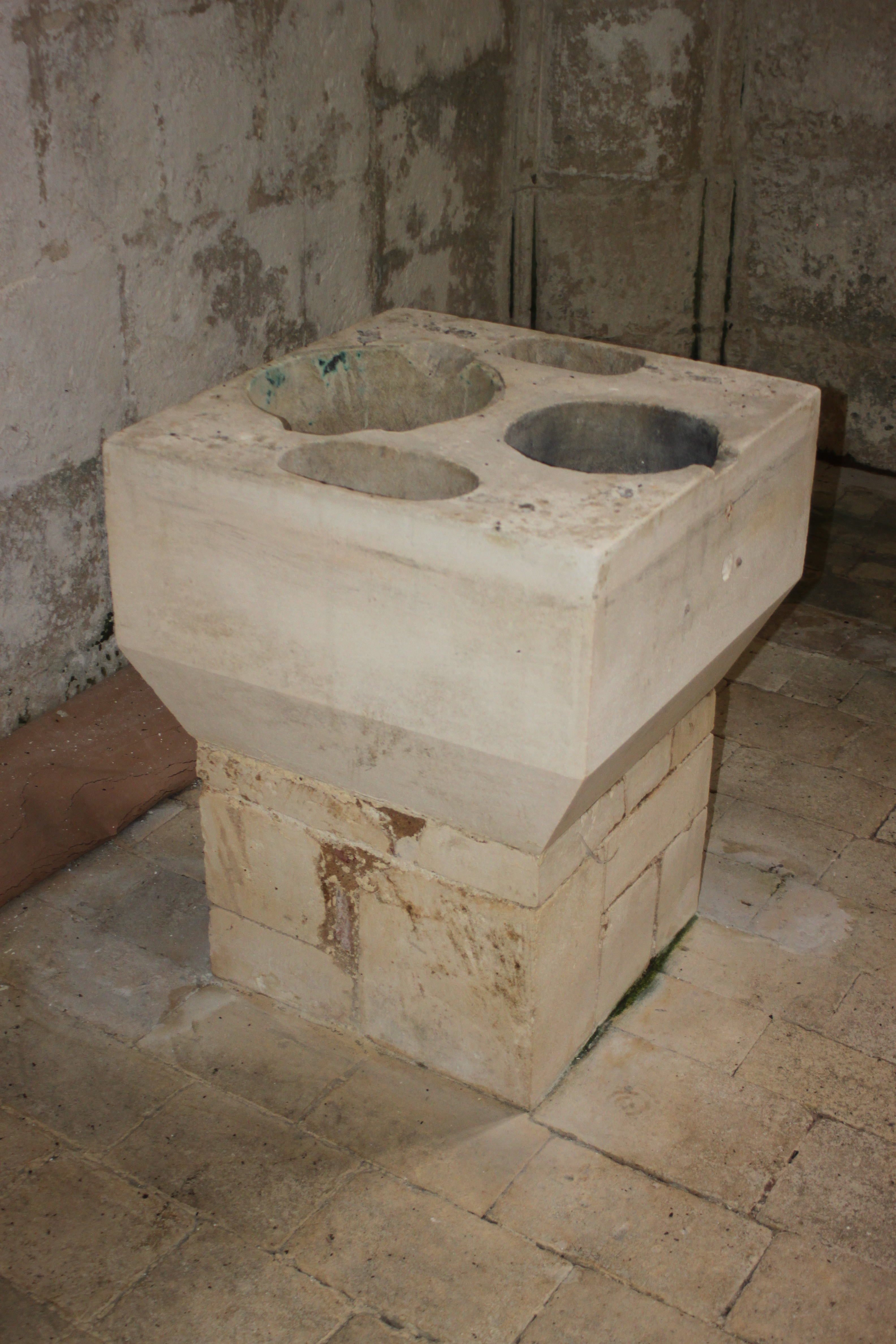
Baptistère.
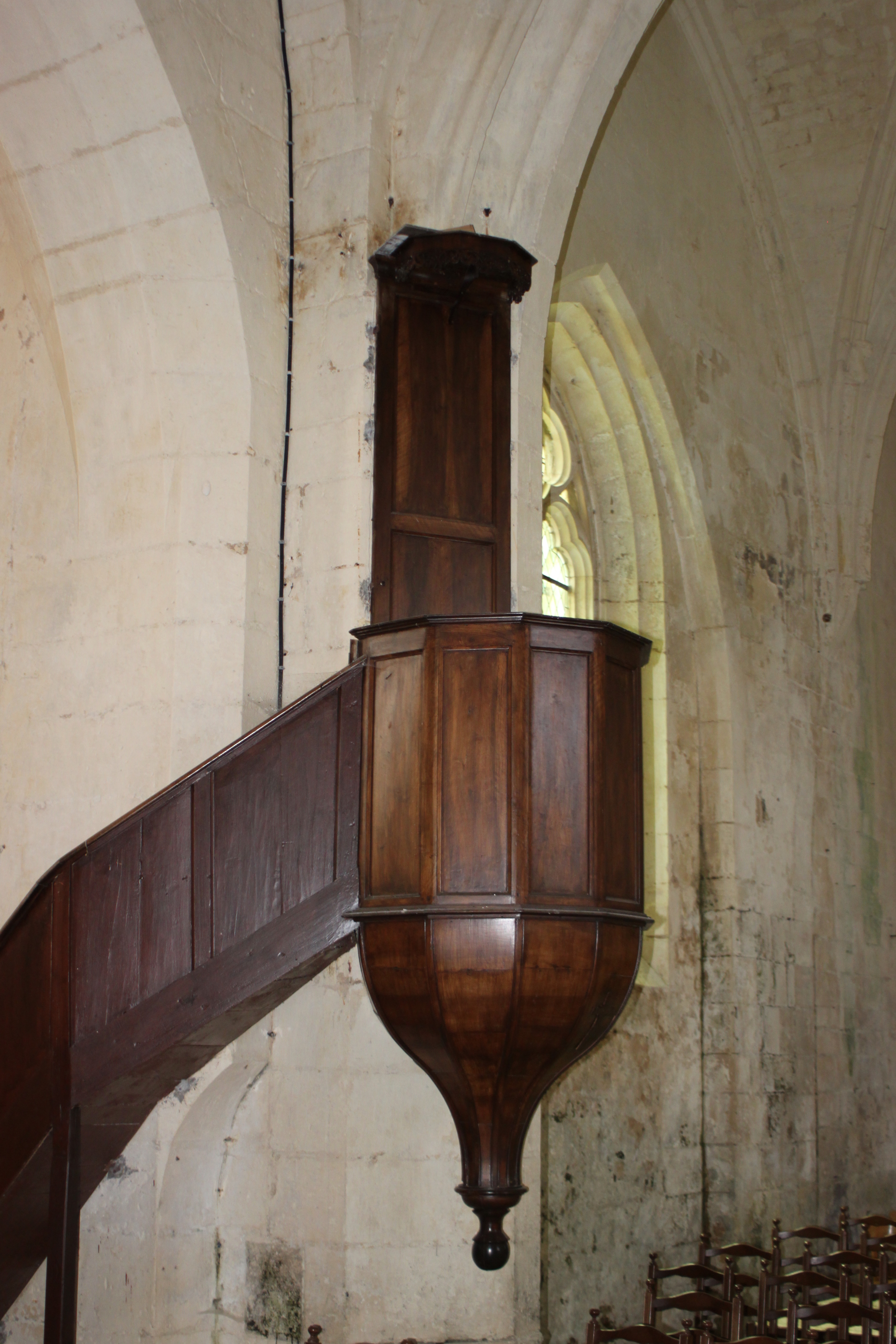
Chaire.
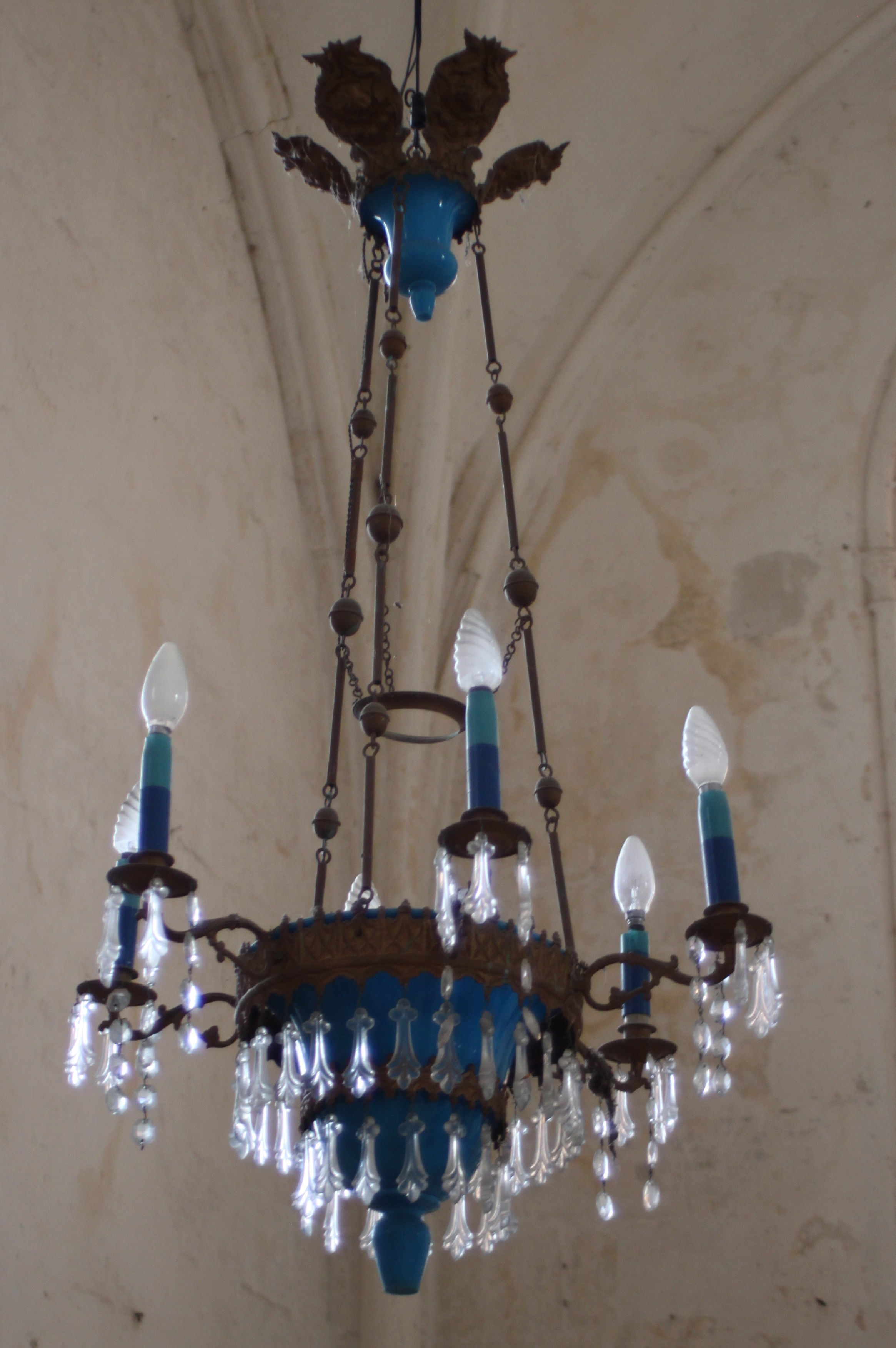
Lustre.

Vues extérieures
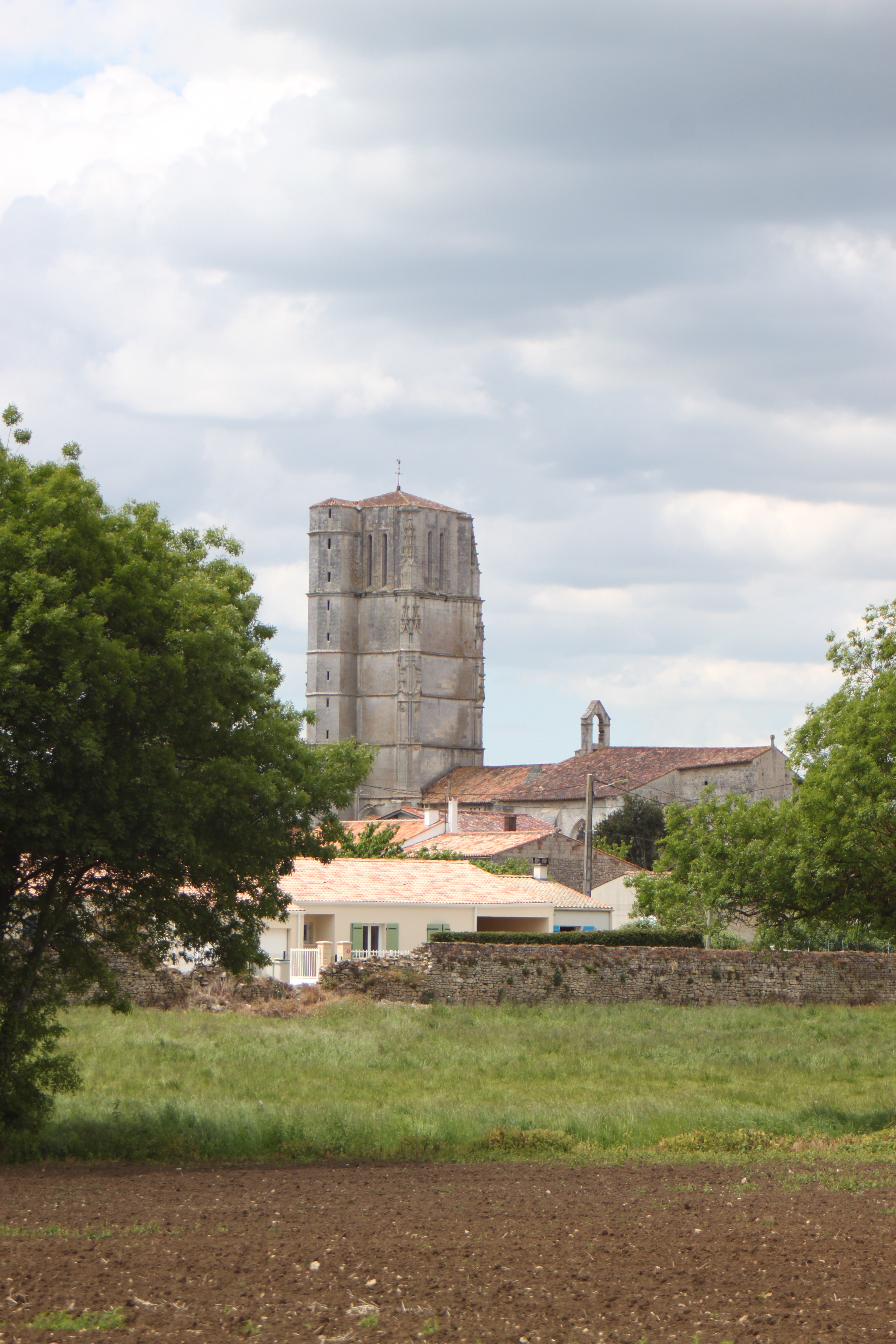
Vue du sud du village.
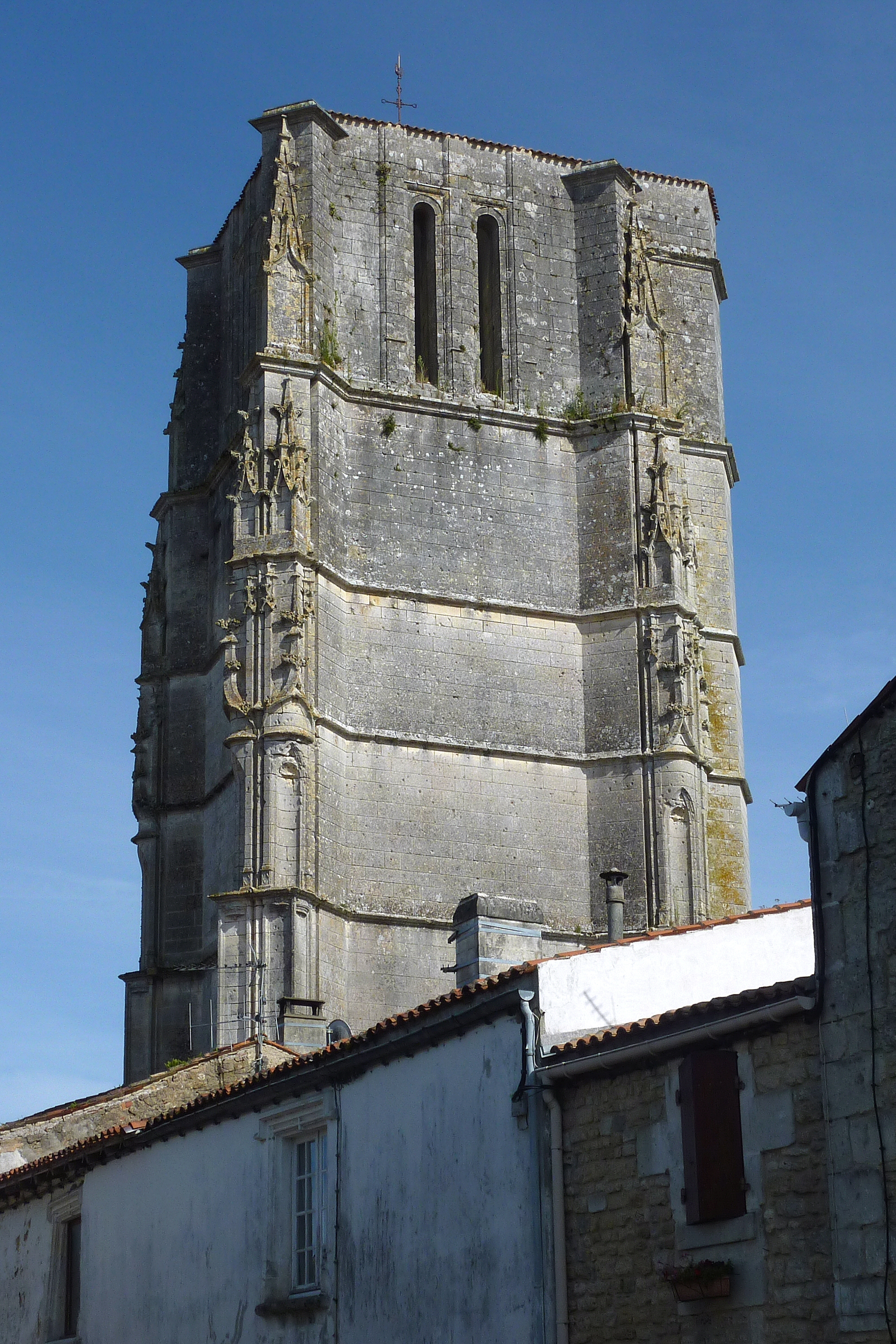
Le clocher.
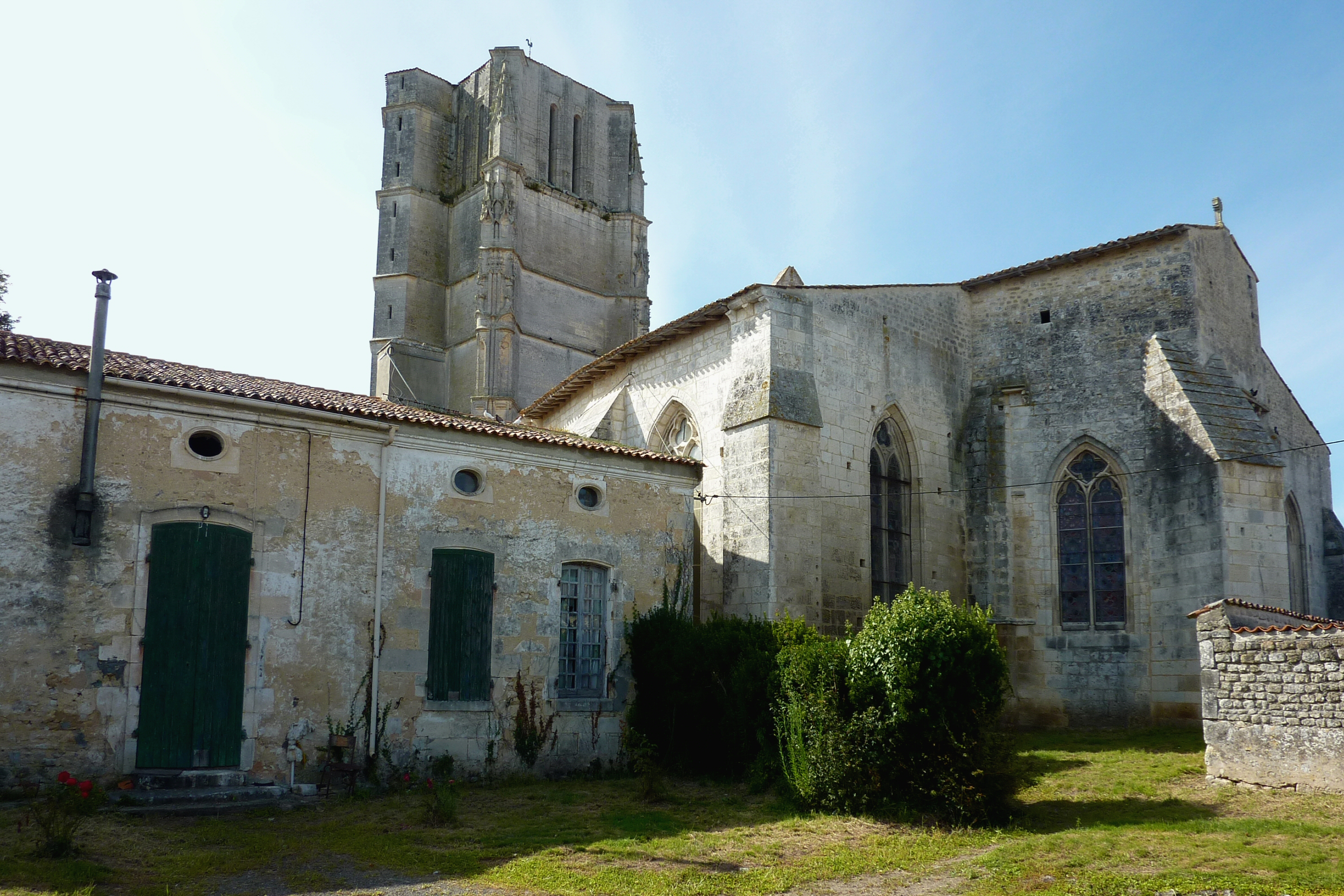
L'arrière de l'église.
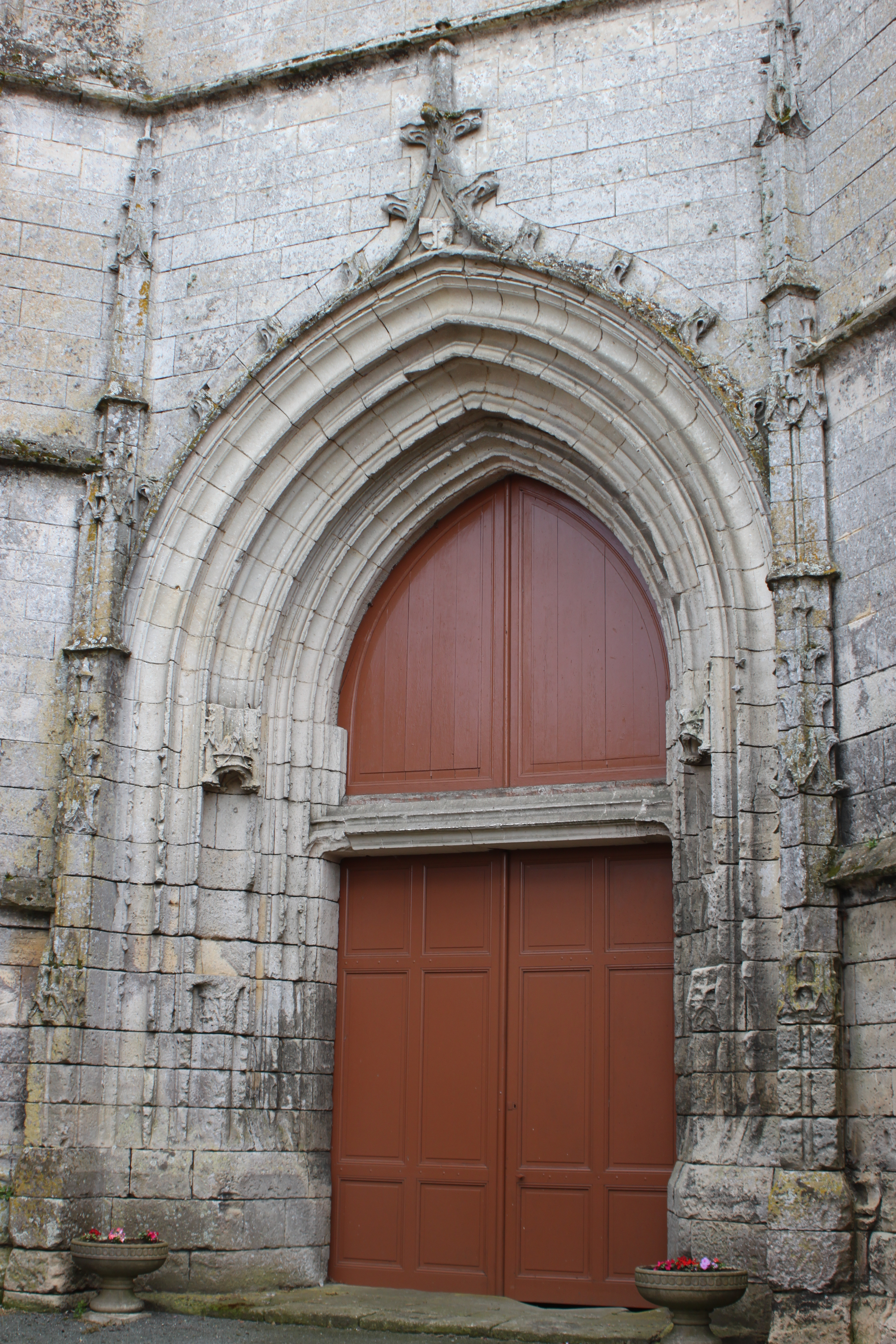
Portail.
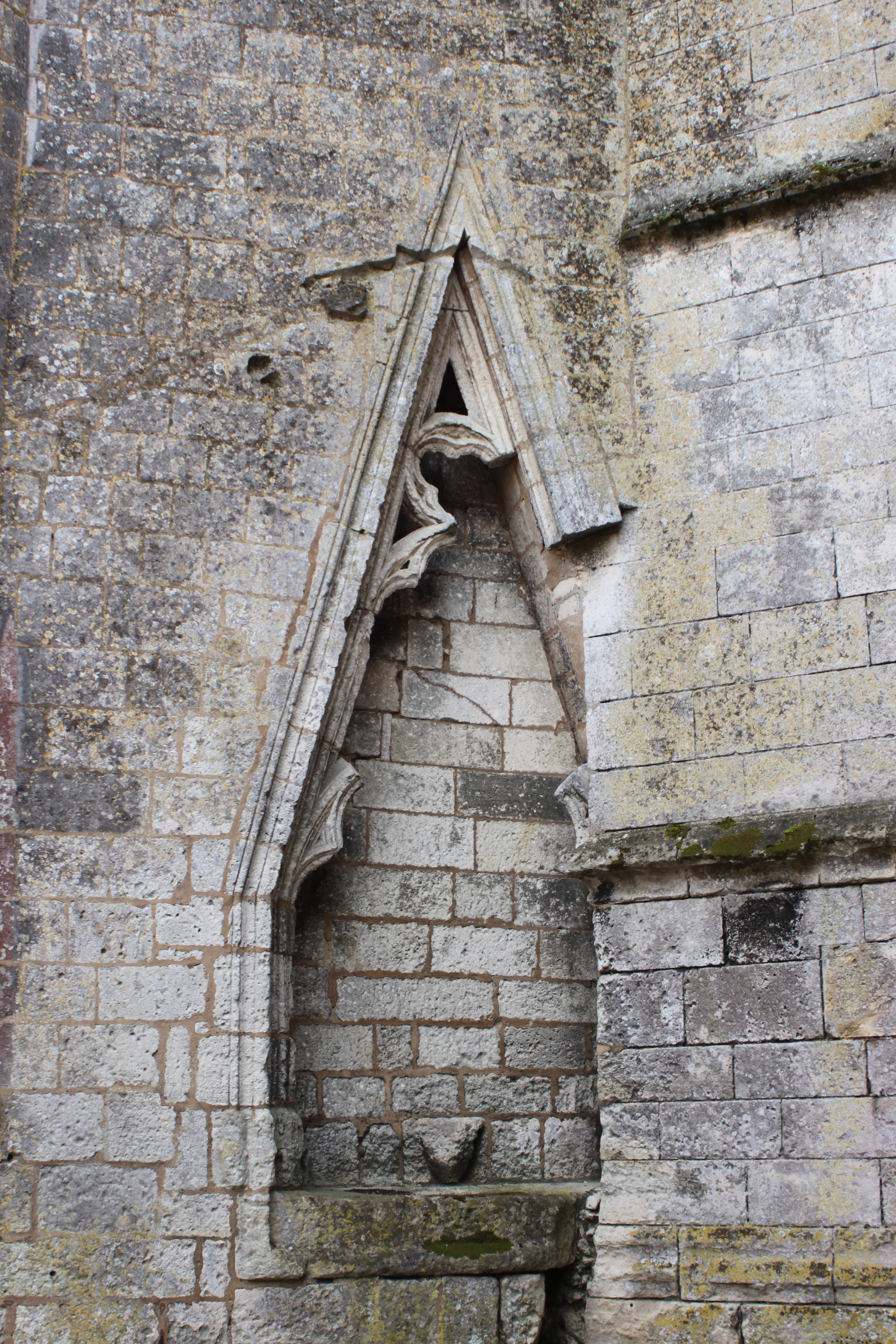
Ancien portail.

Vues intérieures
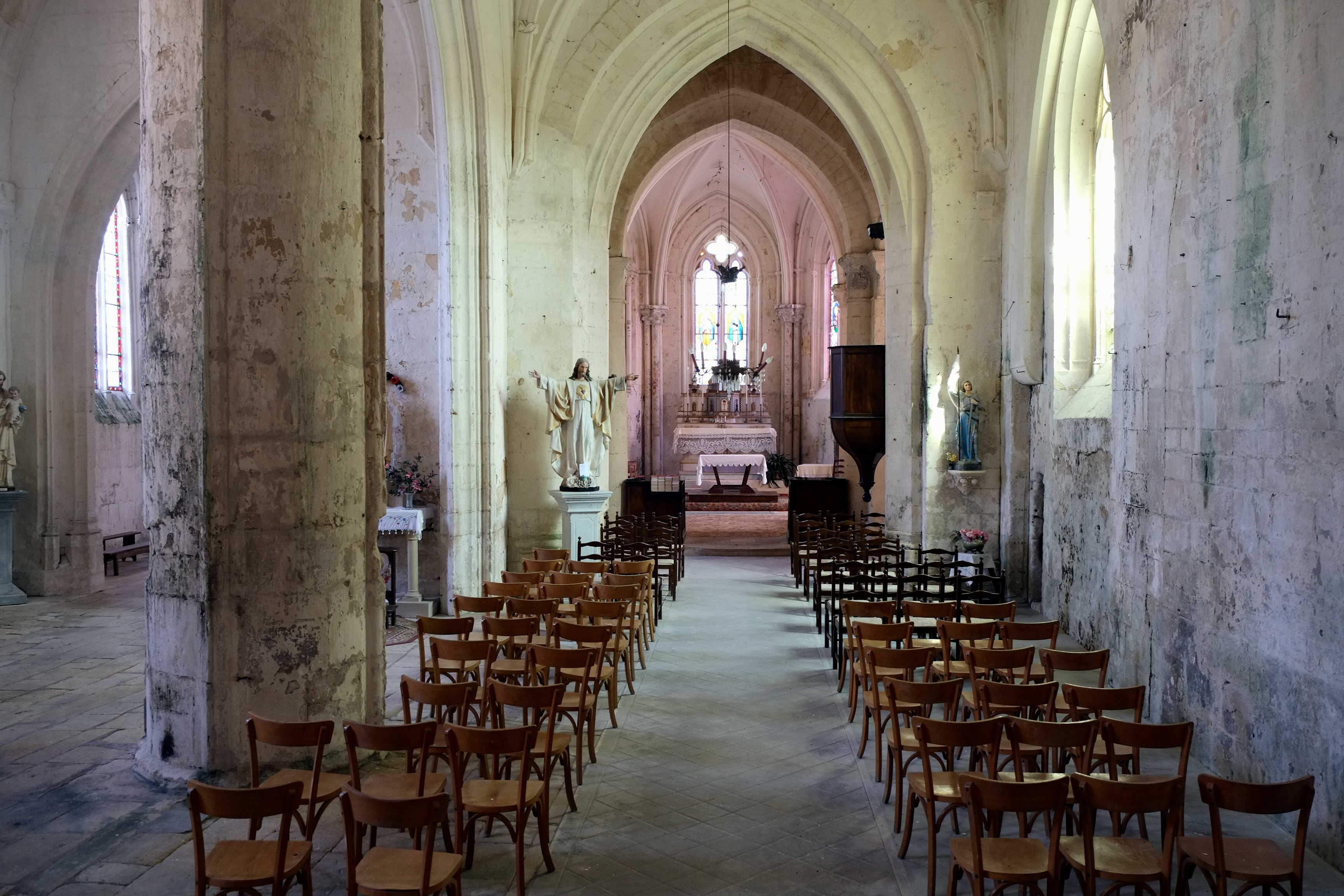
La nef.
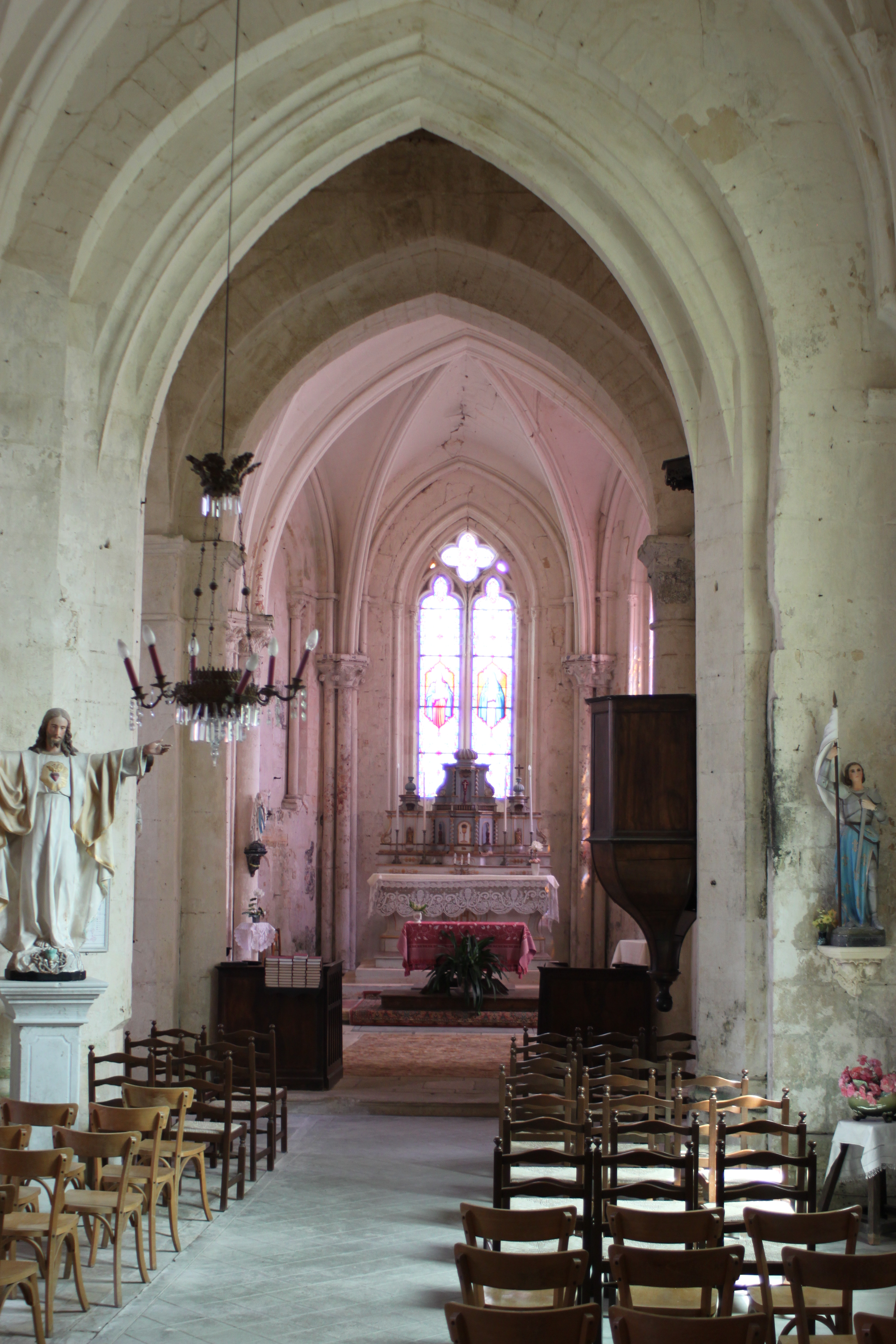
Nef.
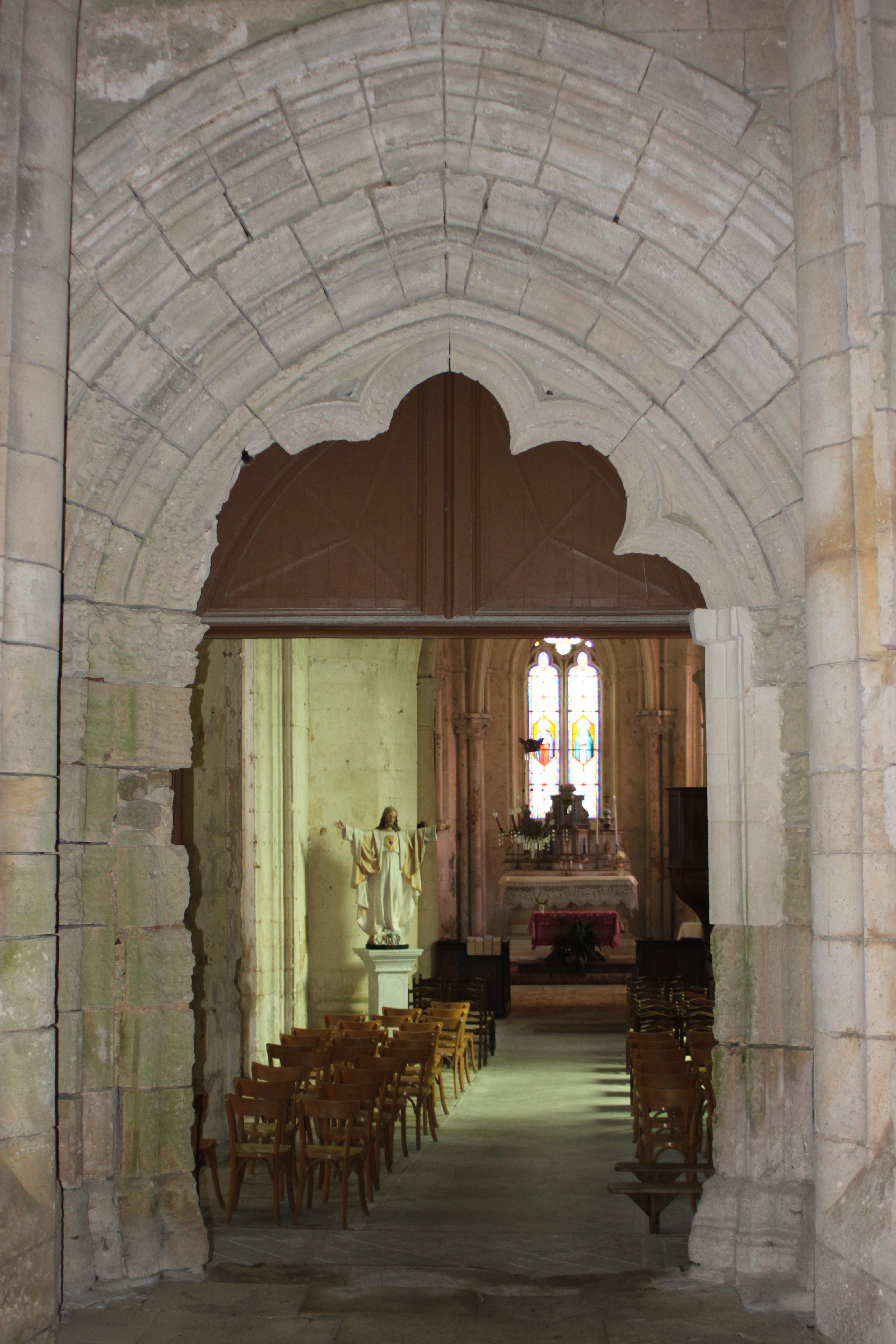
Portail intérieur.
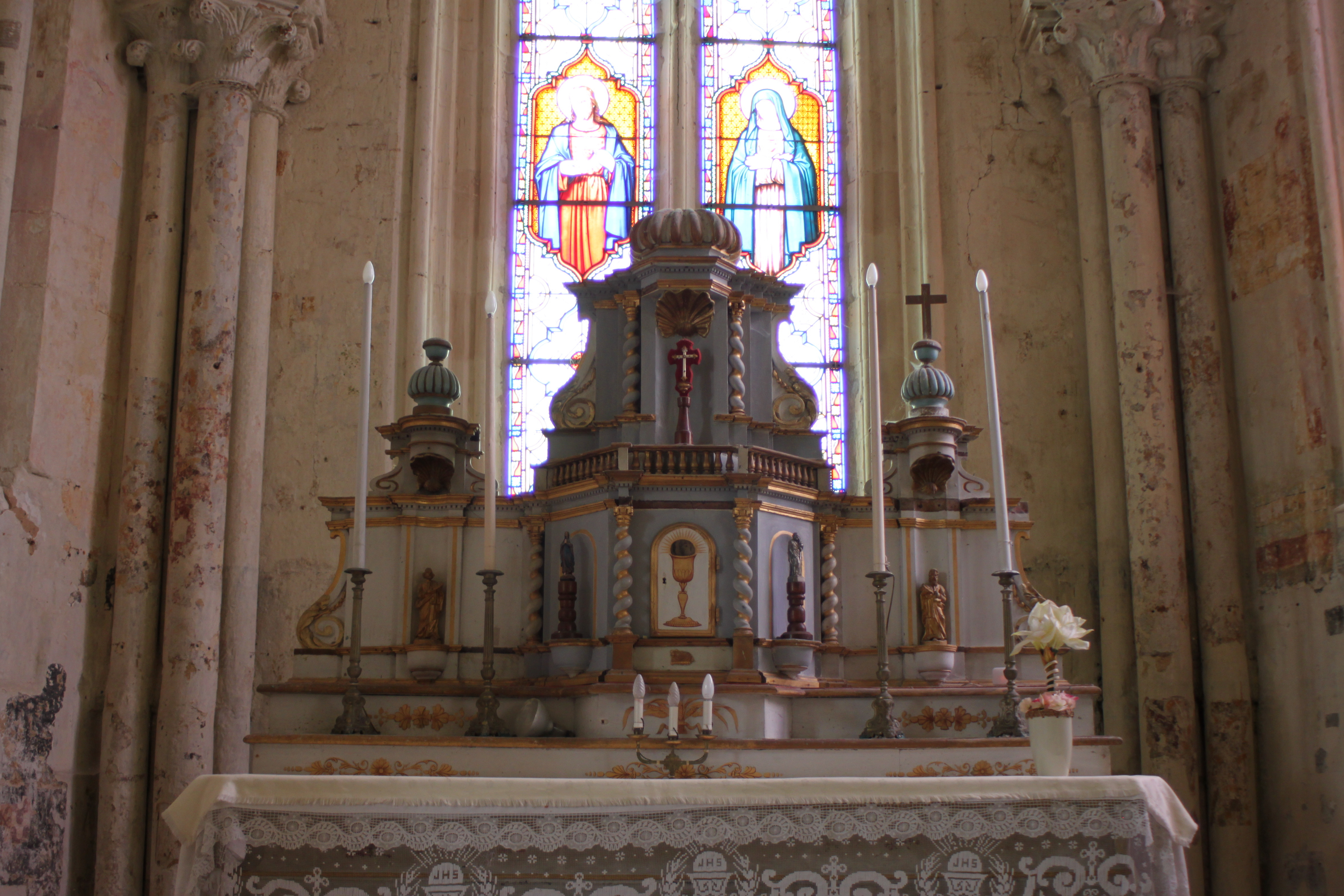
Maître-autel.
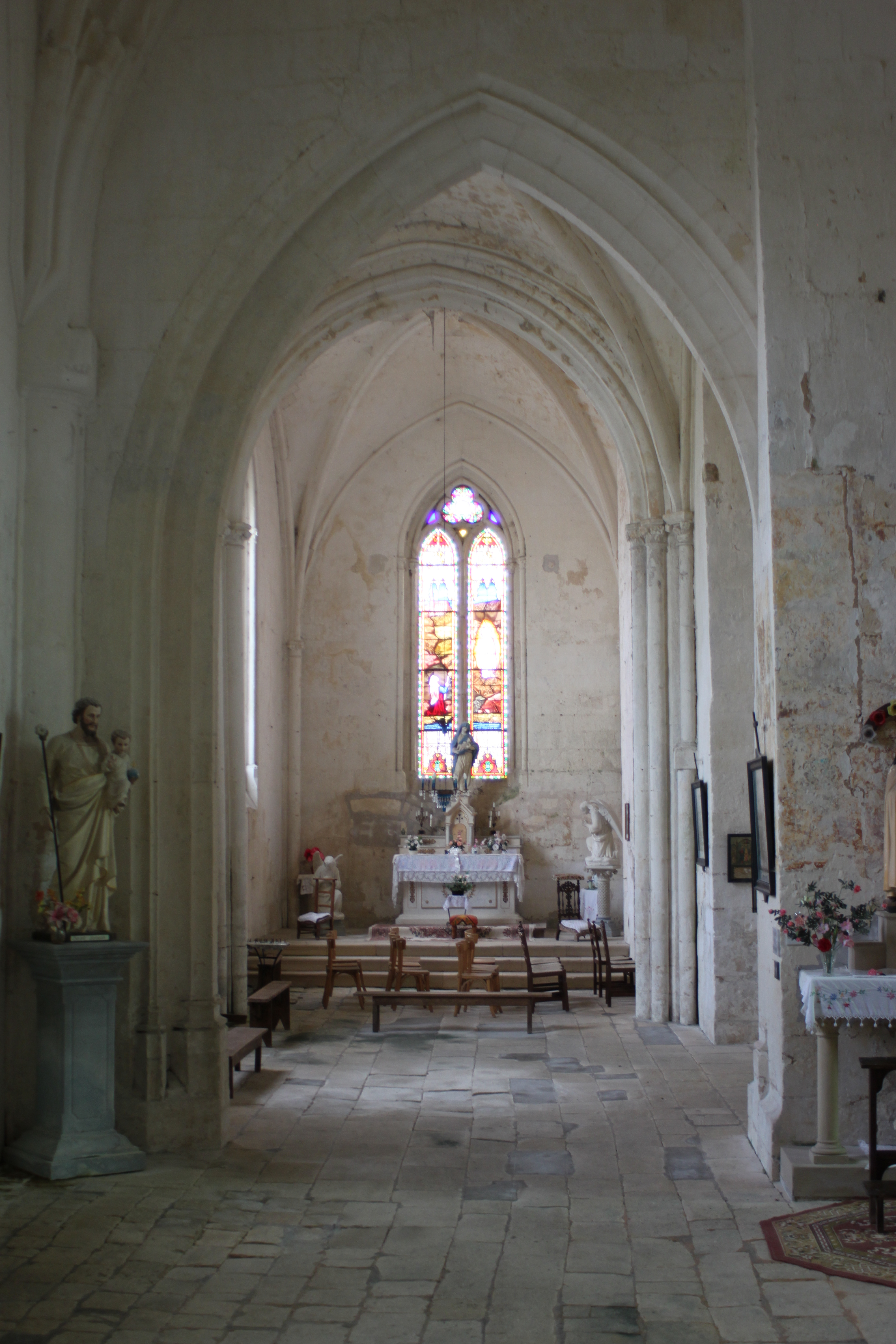
Absidiole nord.
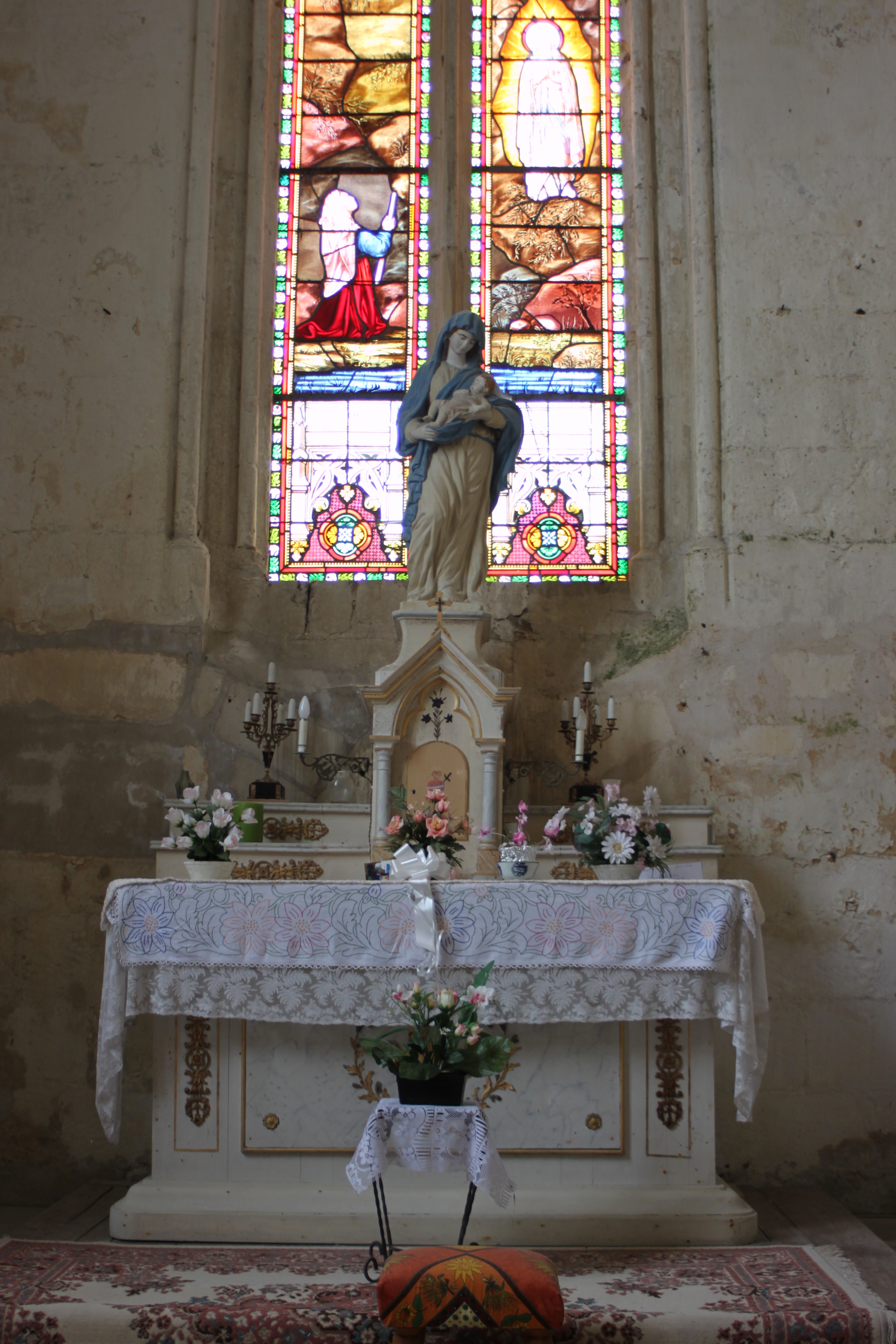
Autel Notre-Dame.

- Baptistère.
- Chaire.
- Lustre.

Les statues
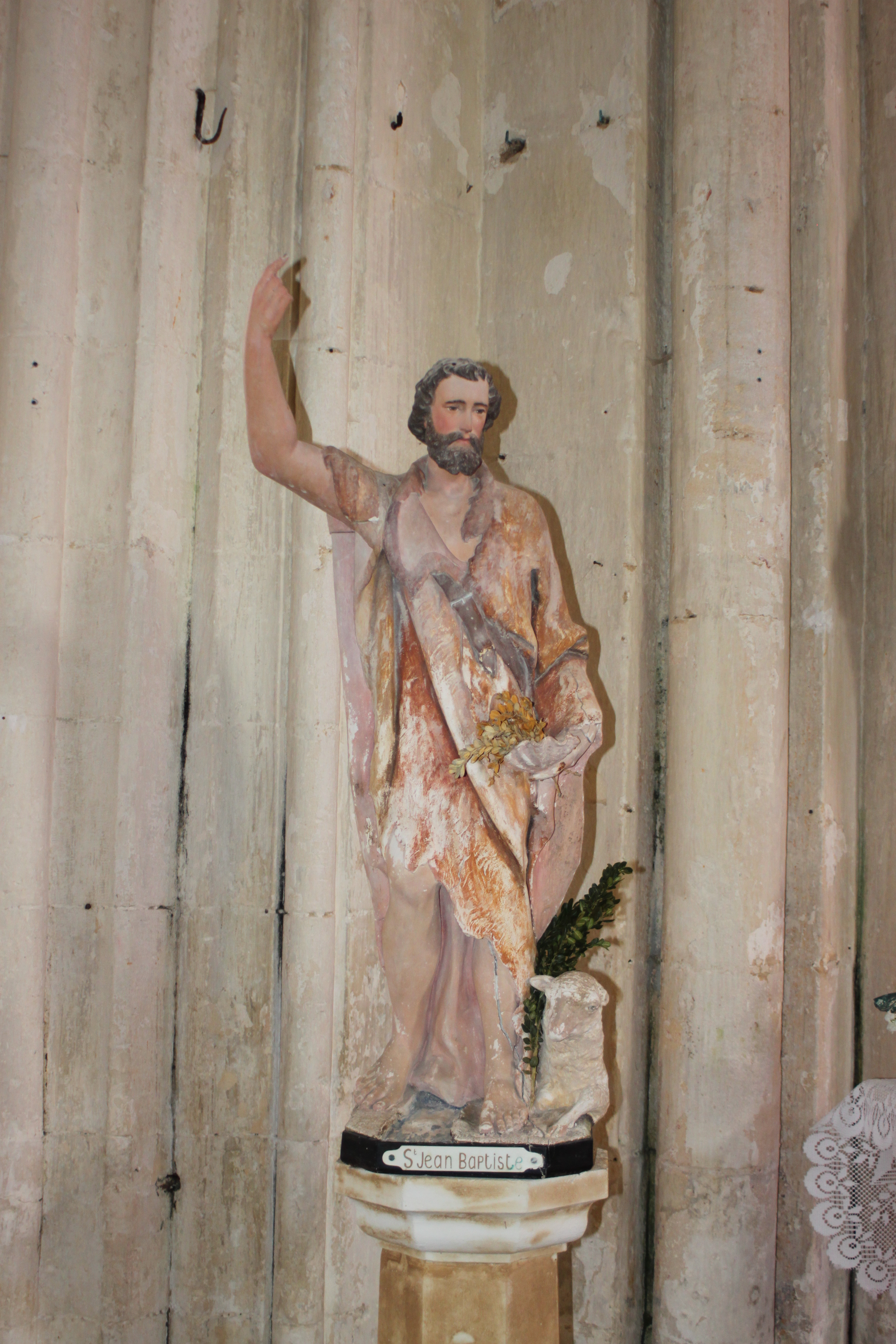
Saint Jean-Baptiste.
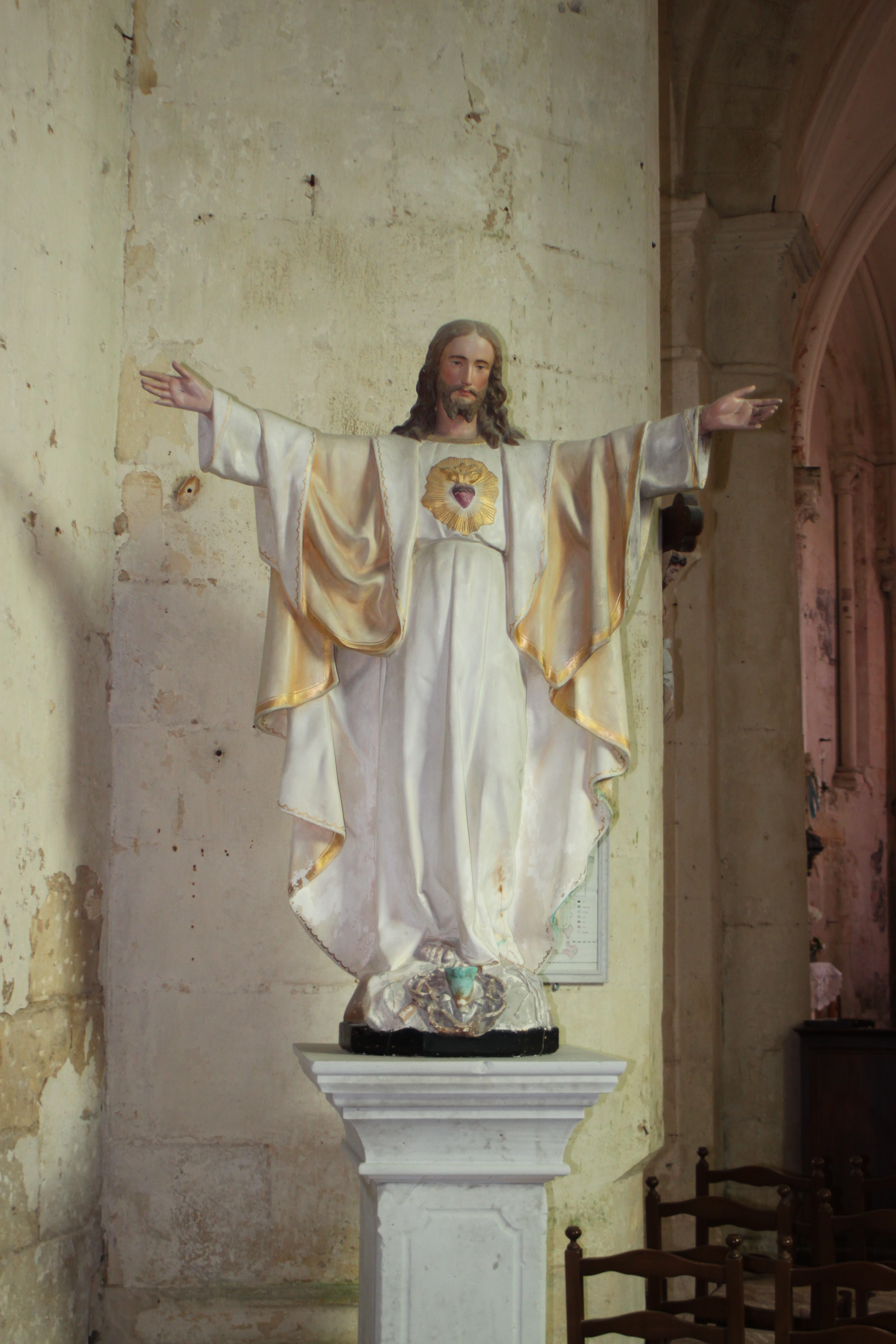
Sacré-Cœur.
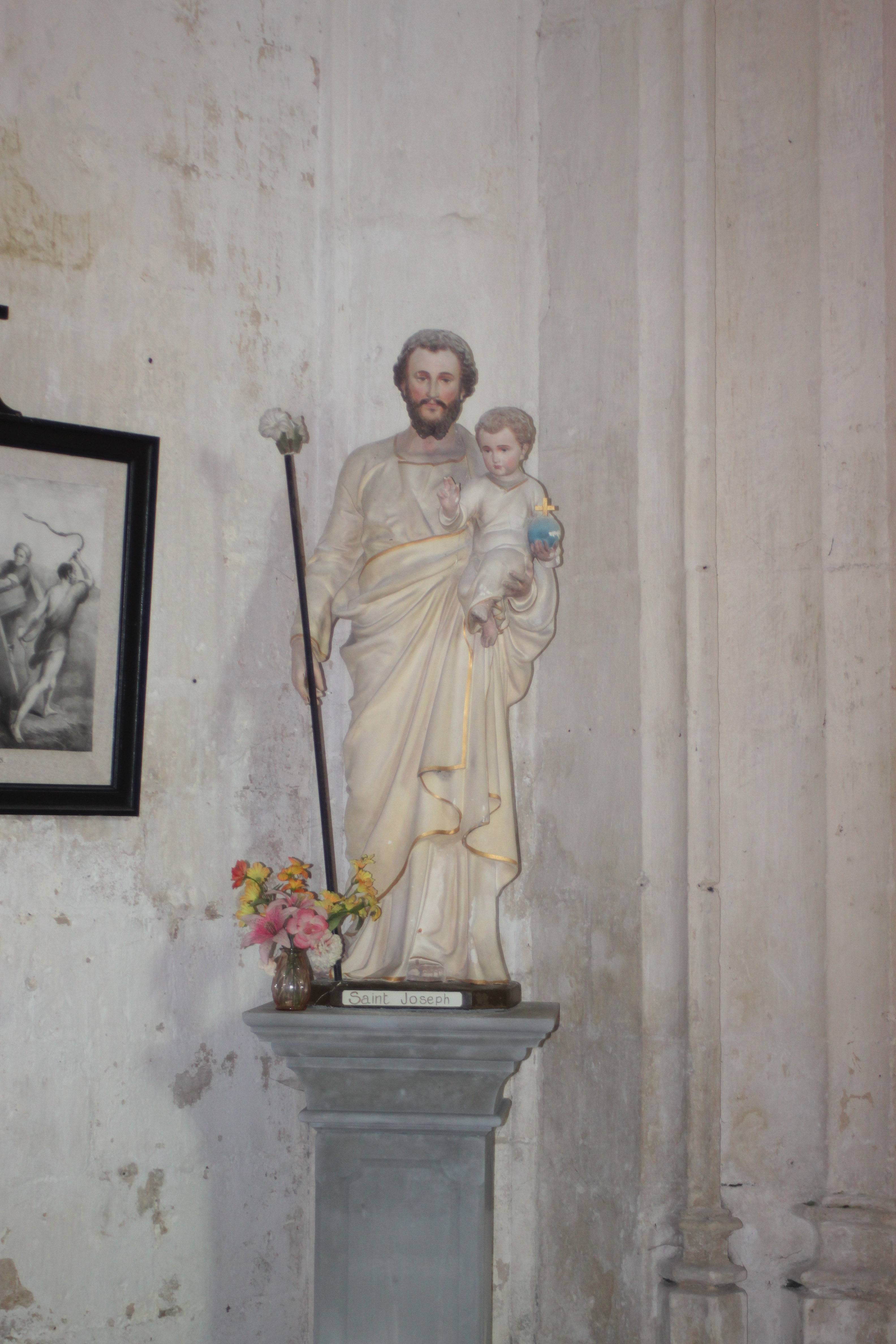
Saint Joseph.
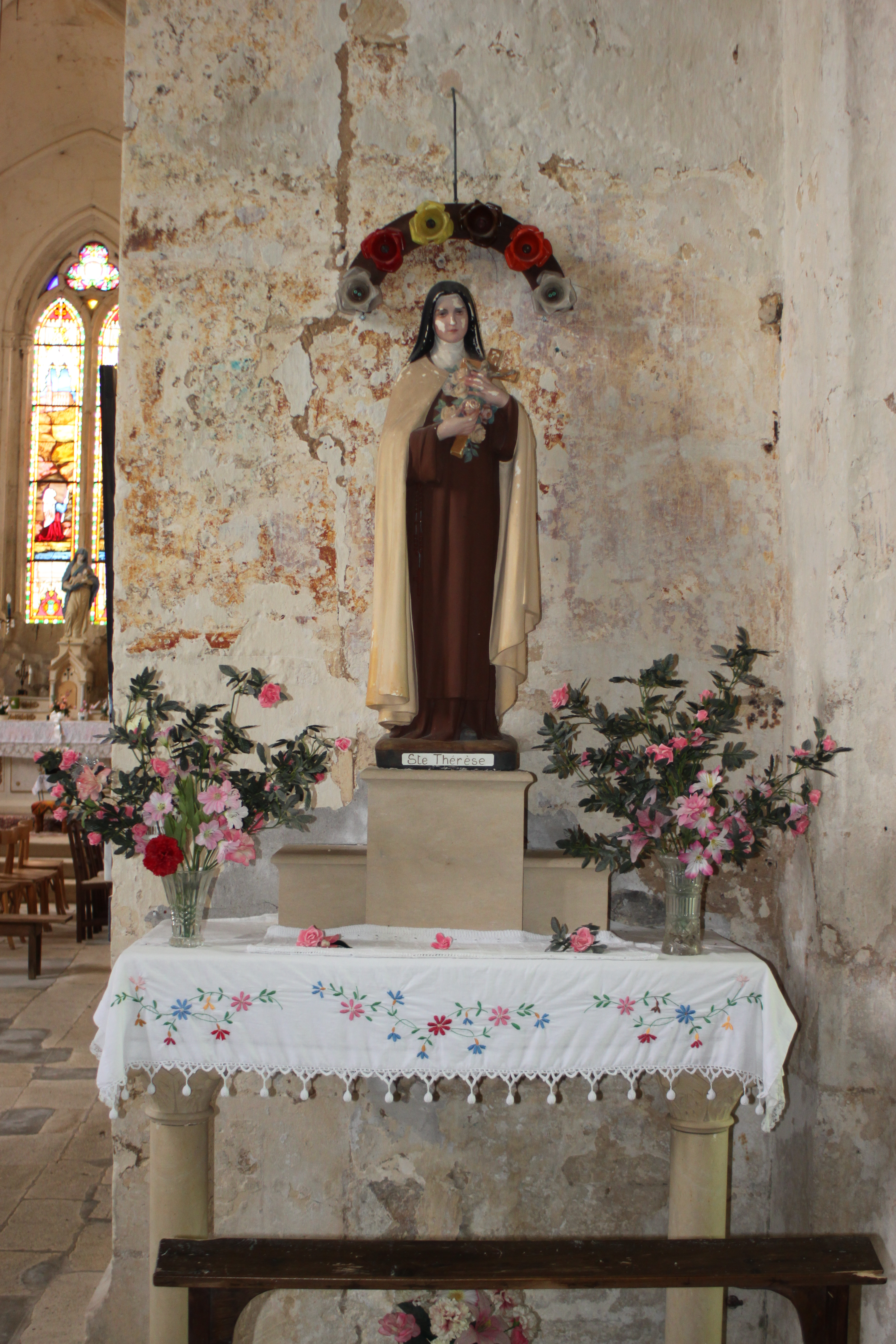
Sainte Thérèse.
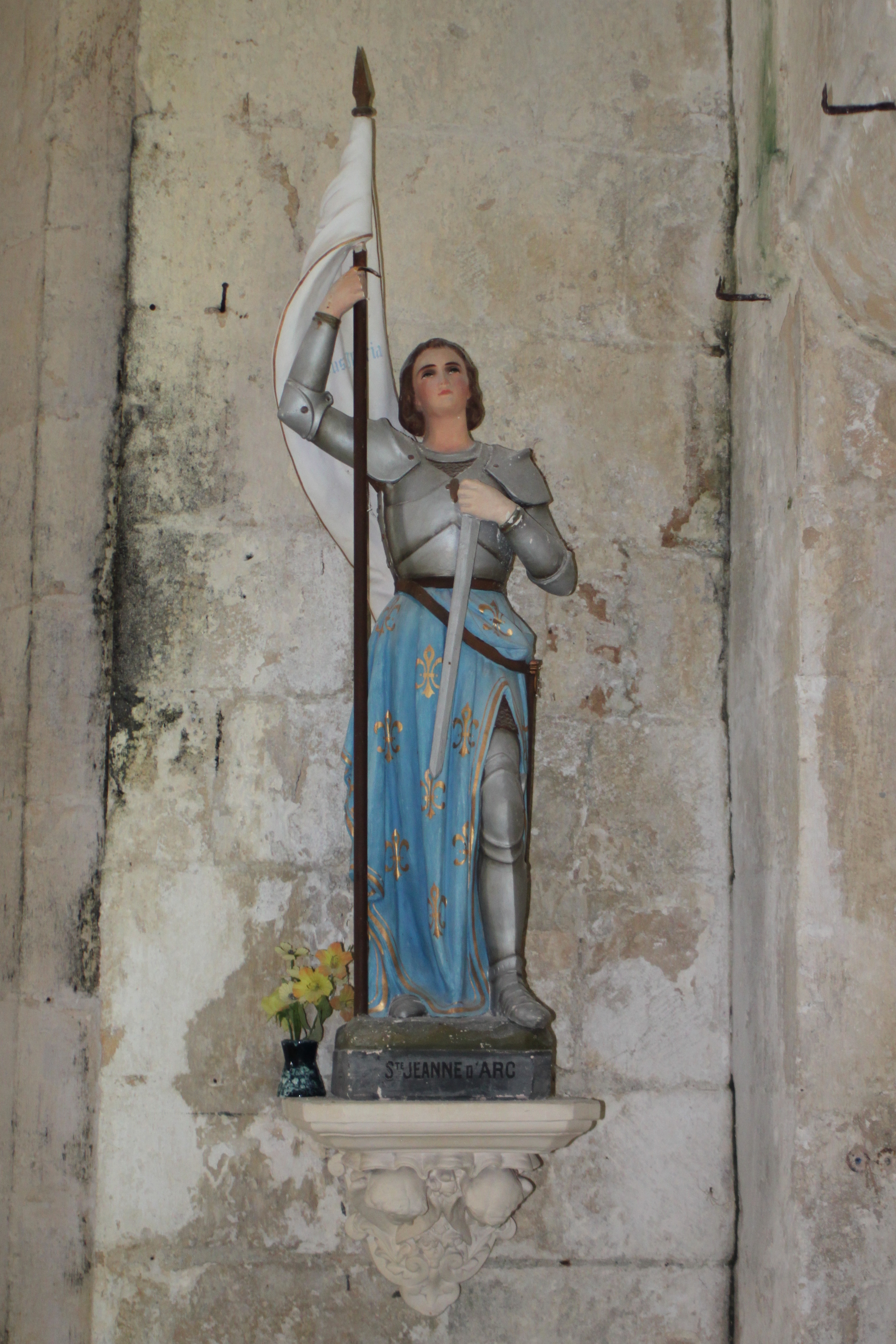
Jeanne d'Arc.

Les vitraux
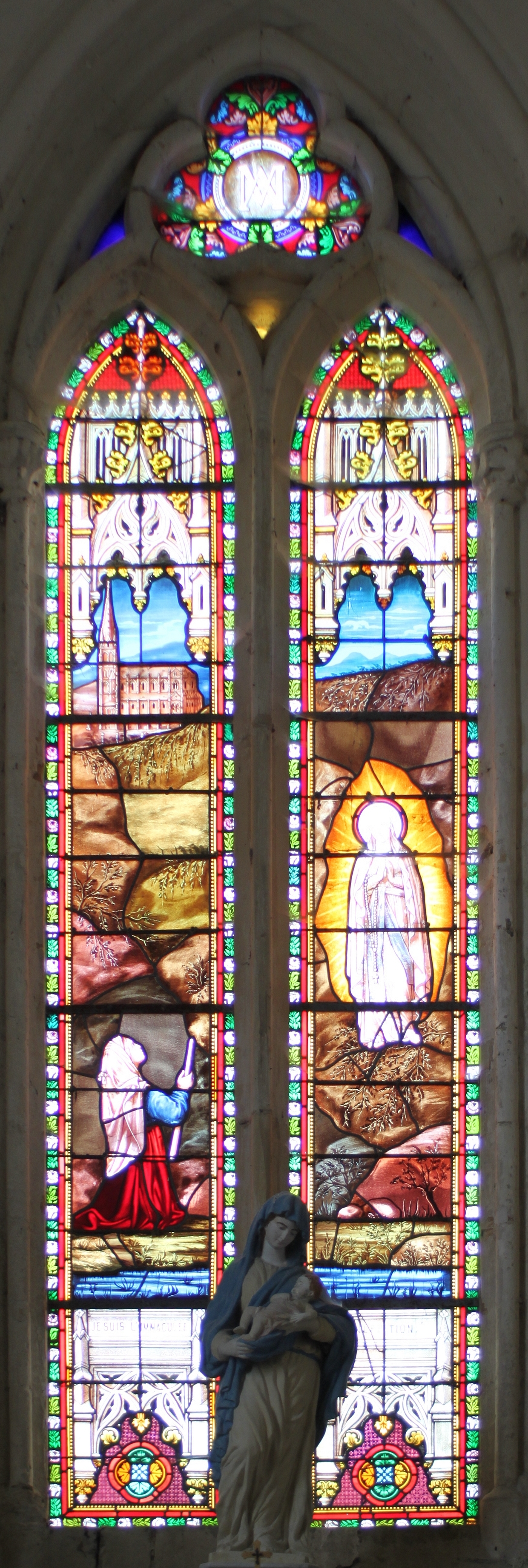
Vitrail Notre-Dame-de-Lourdes.
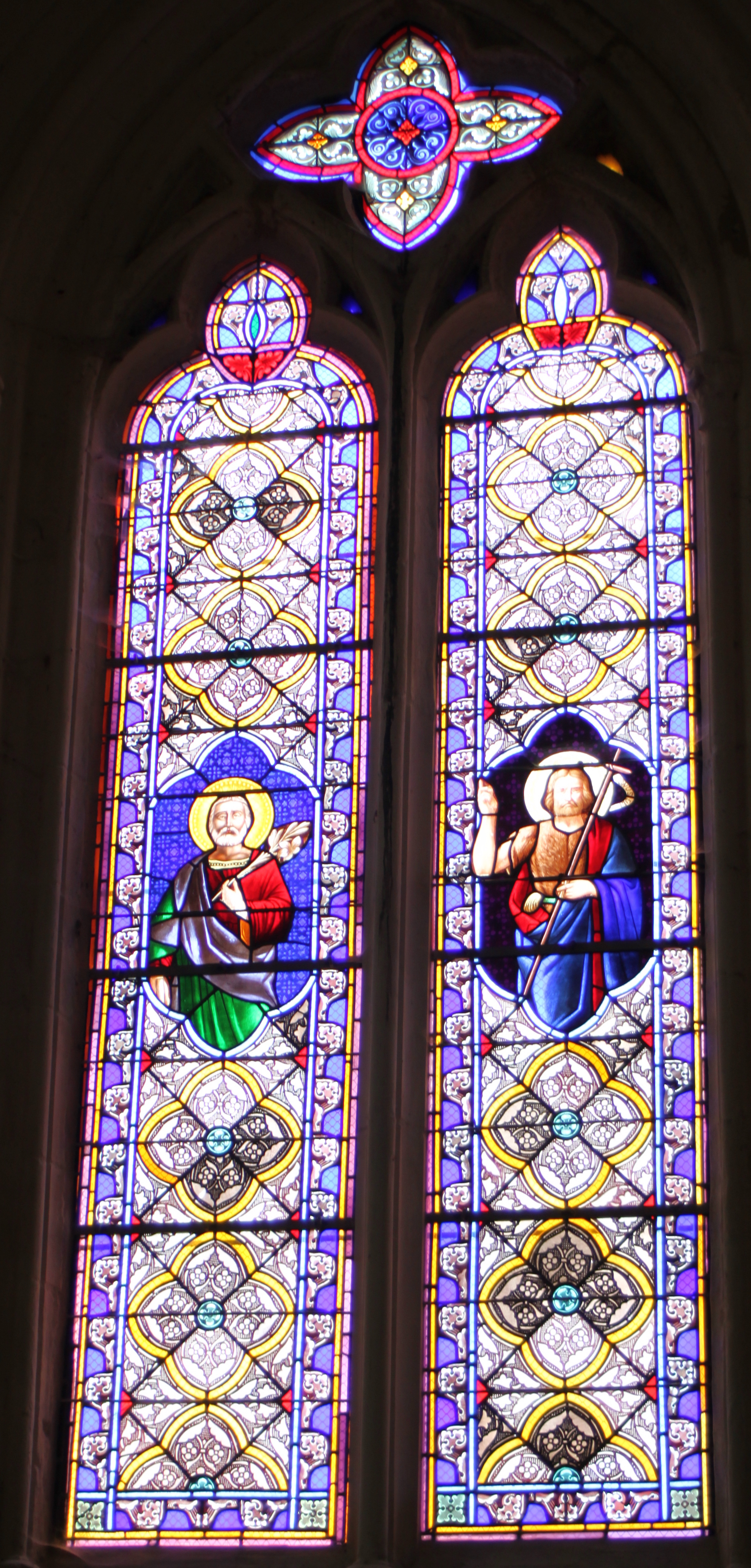
Vitrail nord.
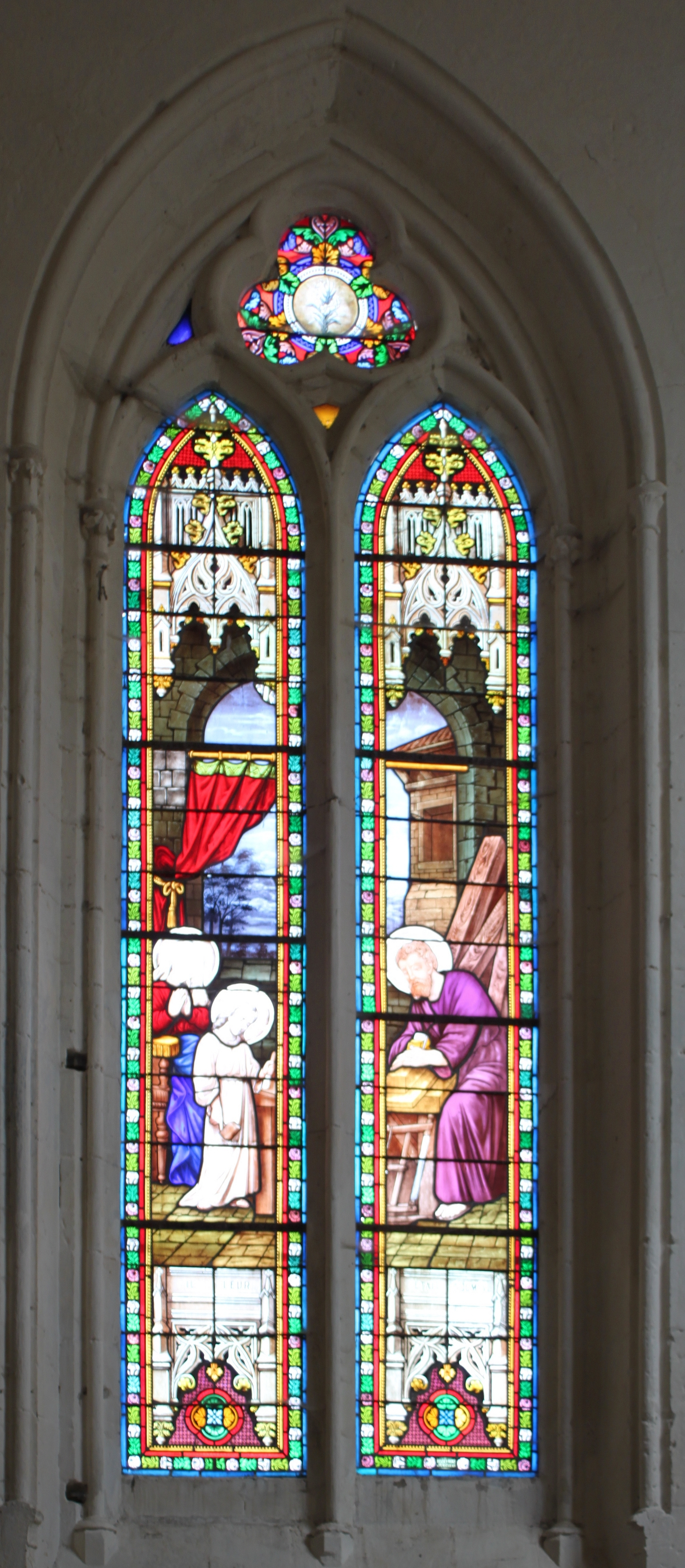
Vitrail absidiole nord.